# Longitarsus tabidus
Longitarsus tabidus är en skalbaggsart som först beskrevs av Fabricius 1775.  Longitarsus tabidus ingår i släktet Longitarsus, och familjen bladbaggar. Enligt den finländska rödlistan är arten nära hotad i Finland. Arten är reproducerande i Sverige. Artens livsmiljö är torra gräsmarker.

## Bildgalleri

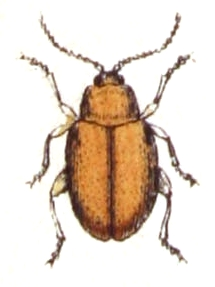